# Blåhaj
Blåhaj (stilisiert BLÅHAJ; Aussprache: [ˈbloːˌhaj]) ist ein Blauhai-Stofftier von IKEA. Bekanntheit erlangte es ab 2018 als Internet-Meme, insbesondere in Russland und China, sowie in der Schweiz bei der Volksabstimmung über die Ehe für alle.

## Populärkultur

### Aufstieg zum Meme
Ende der 2010er Jahre gewann der Blåhaj im Internet zunehmend an Beliebtheit, als auf verschiedenen Plattformen Bilder des Plüsch-Hais in diversen amüsanten Situationen aufkamen. Rasch avancierte der Hai zum Meme, beispielsweise als Image Macro, das den gleichgültigen Gesichtsausdruck des Plüschtiers mit der Überschrift „Whatever“ (wie auch immer) betitelt. Die humorvolle Inszenierung des Blåhaj in Alltagsszenarien – etwa beim Gitarrenspiel, auf einer Parkbank sitzend, oder sich zu mehreren um einen Computerbildschirm, auf dem ein Hai-thematischer Anime läuft – wurde international aufgegriffen und sorgte um 2018 in Russland für einen Hype um das Stofftier. In China führte die Ankündigung der Einstellung des Artikels zu heftigen Reaktionen in den sozialen Netzwerken. In anderen Ländern ließen 2021 Lieferschwierigkeiten die Sorge vor einer Einstellung aufkommen.

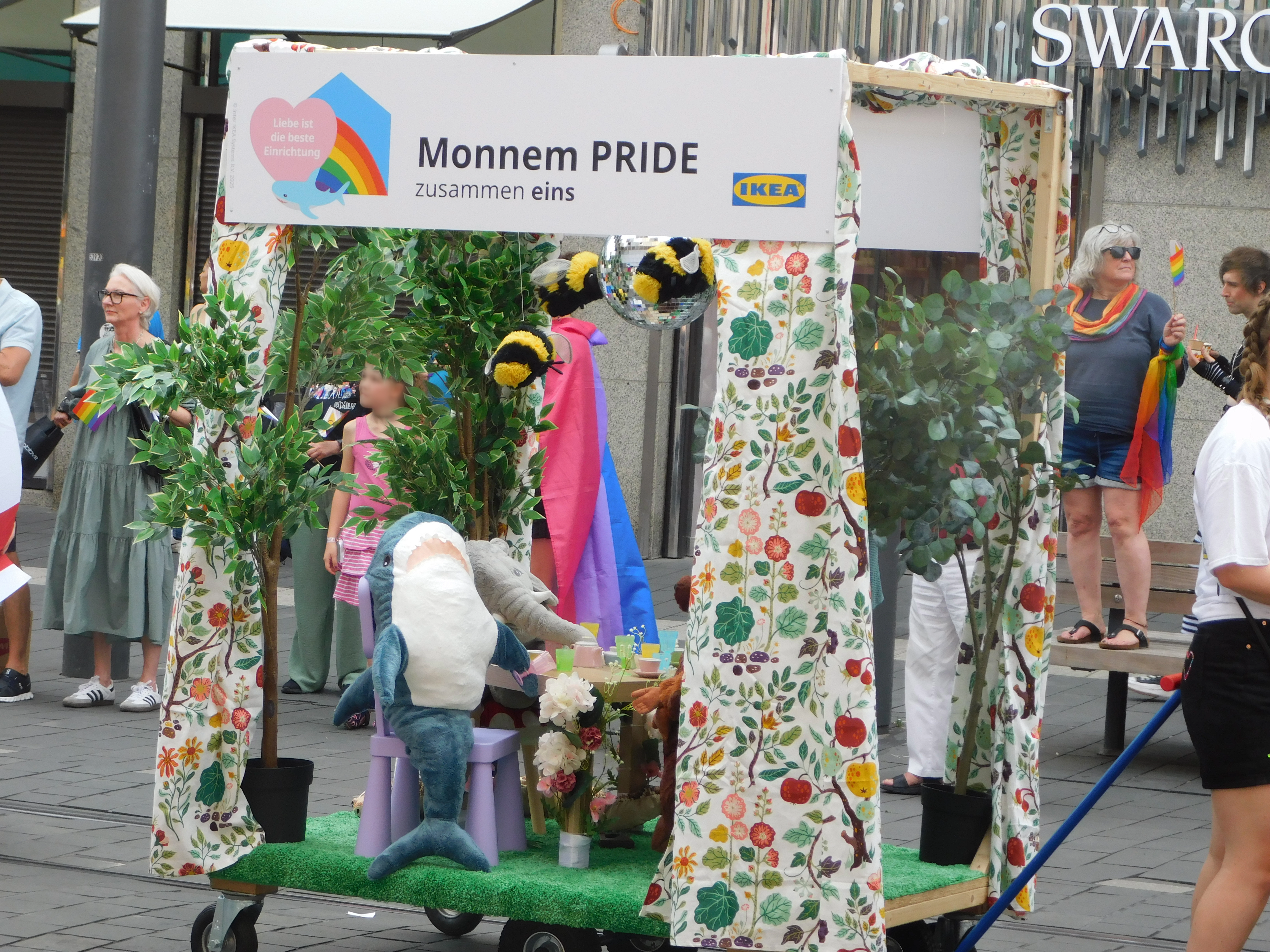
Ein Wagen von IKEA auf der Mannheimer CSD-Veranstaltung "Monnem Pride", auf dem ein Blåhaj sitzt, auch der Aufdruck des Wagens zeigt eine Grafik eines Blåhajs.

### LGBT
Im westlichen Internet stellten ab dem Ende der 2010er Jahre Tumblr und Reddit (r/BLAHAJ) die Zentren des Blåhaj-Hypes dar. Hier lässt sich auch die Entwicklung zu einer Ikone der LGBT- und insbesondere Transgender-Community verorten, als Nutzer die Ähnlichkeit der Farben der Transgender-Pride-Flagge (blau-rosa-weiß) zu jenen des Hais (blauer Körper, rosa Mund und weißer Bauch) bemerkten.
Im Vorfeld der Schweizer Volksabstimmung über die Ehe für alle 2021 positionierte sich IKEA mit der Werbeaktion Das Ehebett für alle, die je zwei artverschiedene IKEA-Plüschtiere gemeinsam in einem Ehebett zeigte – so auch einen Blåhaj zusammen mit dem Plüsch-Eisbären Snuttig.

## Produktbeschreibung

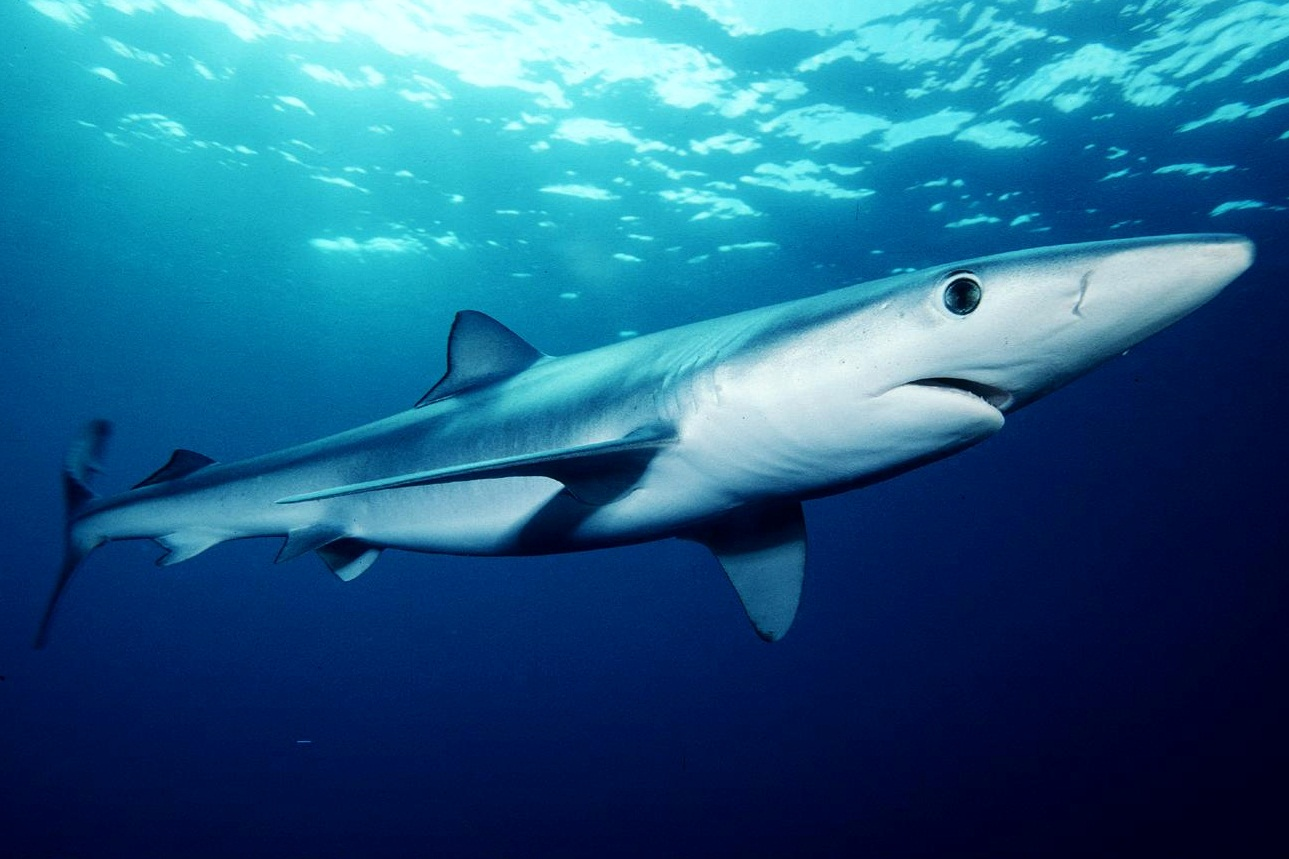
Ein Blauhai: Vorbild und Namensgeber für Blåhaj

Blåhajar wurden 2014 eingeführt. Der Name kommt von schwedisch Blåhaj ‚Blauhai‘. Es gibt die Größen 55 cm und 100 cm. Ersterer hat eine Füllung aus recyceltem Polyester.